# Selenocosmiinae
De Selenocosmiinae zijn een onderfamilie van de vogelspinnen (Theraphosidae) die twaalf geslachten telt.

## Taxonomie
- Geslacht Chilobrachys Karsch, 1891
- Geslacht Coremiocnemis Simon, 1892
- Geslacht Haplocosmia Schmidt & von Wirth, 1996
- Geslacht Lyrognathus Pocock, 1895
- Geslacht Orphnaecus Simon, 1892
- Geslacht Phlogiellus Pocock, 1897
- Geslacht Psalmopoeus Pocock, 1895
- Geslacht Selenobrachys Schmidt, 1999
- Geslacht Selenocosmia Ausserer, 1871
- Geslacht Selenotholus Hogg, 1902
- Geslacht Selenotypus Pocock, 1895
- Geslacht Yamia Kishida, 1920